# Ильинское (Октябрьский сельсовет, Вологодский район)
Ильинское — деревня в Вологодском районе Вологодской области. Входит в Майское сельское поселение.

## География
Расстояние до районного центра Вологды по автодороге — 18 км, до центра муниципального образования Майского по прямой — 6 км. Ближайшие населённые пункты — Маурино, Поповка, Прибытково, Молочное, Мягрино, Митенское, Петраково, Скородумка.

## История
С 1 января 2006 года по 8 апреля 2009 года входила в Октябрьское сельское поселение, с точки зрения административно-территориального деления — в Октябрьский сельсовет.

## Население
| 2010 |
| ---- |
| 343  |

По переписи 2002 года население — 379 человек (180 мужчин, 199 женщин). Преобладающая национальность — русские (98 %).